# زهير الملا
زهير الملا ممثل سوري
حياته
زهير الملا هو قريبا المخرج بسام الملا

## أعماله
- بعد السقوط عام 2012
- الزعيم بدور إبراهيم ( برو ) عام 2011
- باب الحارة 5 بدور حدو عام 2010
- باب الحارة4 بدور حدو عام 2009